# Sargento Pimenta
Sargento Pimenta é um bloco do Carnaval do Rio de Janeiro, fundado em 2010, que desfila no bairro do Flamengo, na Zona Sul da cidade do Rio de Janeiro.
O nome é uma referência ao álbum Sgt. Pepper's Lonely Hearts Club Band, e o repertório do bloco é formado principalmente por versões de canções da banda de rock The Beatles, interpretadas com arranjos de samba, marcha, maracatu e outros ritmos brasileiros.
Depois da estreia em 2011, no bairro de Botafogo, o sucesso foi tão grande que o bloco passou a desfilar no Aterro do Flamengo
Em 2015 e 2016, o público foi calculado em 180 mil pessoas.
Em dezembro de 2017, lançou um álbum com releituras do álbum que originou o bloco.